# 和平路 (荔湾区)

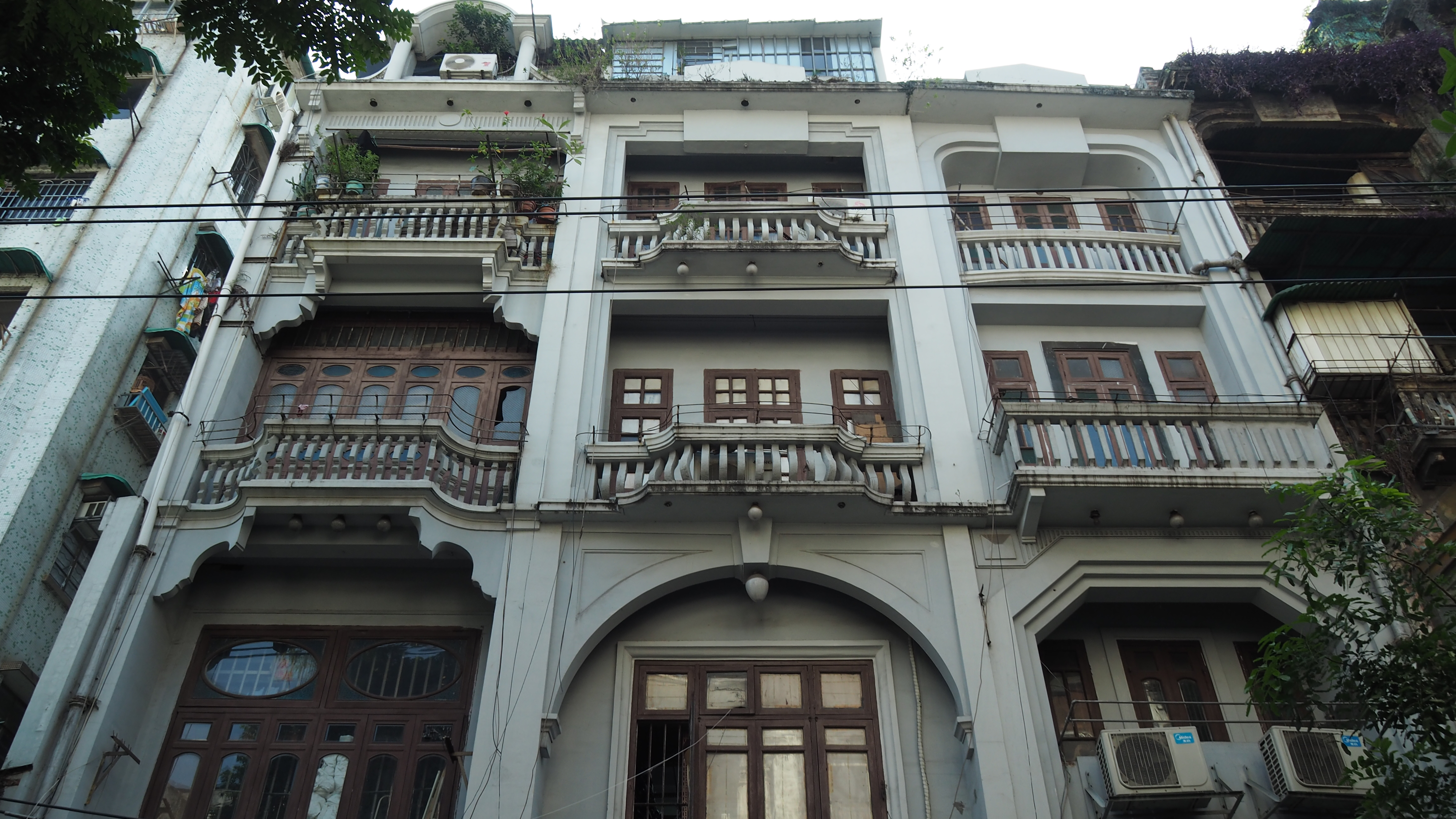
和平東路的福安保險廣州分公司舊址，為廣州市歷史建築

和平路是廣東省广州市荔湾区西关的一条道路，呈东西走向，全长约1.3公里，宽8.5至13米。西起丛桂路，东至人民南路与一德路相连，全路分东、中、西三段，由丛桂路至十八甫南、北交汇处为和平西路，往东至长乐路、扬巷路交汇处为和平中路，再往东为和平东路。目前车辆通行方向为由西往东单向通行。
- 和平東路東接人民南路，西至長樂路與和平中路相接，由東向西原名普濟橋寧遠坊、登龍街、興隆東街和興隆西坊。
- 和平中路東接和平東路，西至和平西路。由東至西原名為雞欄孖廟、拱日門、舊豆欄和榮華東（均為街名）。
- 和平西路東至十八甫南、北交會處，與和平中路相接，西至叢桂路。由東向西原名榮華西、毓秀坊、三板橋、十三甫和十二東約一部分。

上述街道于1931年扩建成为道路，取名拱日路，随后由于抗日战争爆发改名为抗日路，抗战结束后更名为和平路至今。于2004年8月16日至10月15日对路面进行大规模的维修。2013年在蓬萊正街拓闊工程完工後已与蓬莱路相连，以疏导珠江隧道黄沙出口的交通压力。
今和平西路與珠璣路交界處，昔日原有大觀河流經，為西關最繁華之地，涌上的八座橋在清朝時名為「八橋之盛」。

## 与之交汇道路
- 道路顺序由西往东排列，粗体字为主干道
- 蓬莱路
- 丛桂路
- 大同路
- 珠玑路
- 清平路
- 十八甫南路、十八甫北路
- 康王南路
- 长乐路
- 兴隆北路
- 光复南路
- 人民南路、一德路

## 公共交通
- 广州地铁1号线黃沙站
- 广州地铁6号线黃沙站、文化公園站
- 广州地铁8号线文化公園站

均在鄰近和平路位置設有出口。